# Brandon Jones (atleta)
Brandon Jones (nascido em 19 de julho de 1987) é um atleta belizenho-norte-americano. Ele competiu pelo Belize nos Jogos Olímpicos de Verão de 2016 na prova de 200 metros rasos; seu tempo de 21.49 segundos nas baterias foi o seu melhor da temporada, mas não o qualificou para as semifinais.
Jones nasceu no estado americano da Virgínia, filho do belizenho Kent Smith, e da norte-americana Carmen Jones-Smith. Ele frequentou a Universidade de Hampton, onde detém o recorde da escola no salto triplo indoor. Ele compete internacionalmente pelo Belize desde 2012; tanto em corrida, quanto salto triplo e salto em distância, tendo ganhado medalhas no Campeonato da América Central de Atletismo. Jones foi o porta-bandeira de Belize no Parada das Nações dos Jogos Olímpicos de Verão de 2016.